# Lamput
Lamput is een Indiase fantasy-cartoon die sinds 2017 wordt uitgezonden door Cartoon Network en Boomerang. De serie wordt gemaakt door Vaibhav Studios. Het verhaal gaat over het vormloze oranje wezentje Lamput die uit een geheim laboratorium is ontsnapt en door de twee wetenschappers Specs Doc en Skinny Doc wordt opgejaagd; hij weet hen echter altijd te slim af te zijn, dankzij zijn talent om zich steeds weer te vermommen.

## Achtergrond
De serie is bedacht door de Indiase animatietekenaar Vaibhav Kumaresh . Aanvankelijk richtte hij zich op Nickelodeon als mogelijke afnemer - daarom kreeg Lamput ook een oranje kleur. Toen Turner Asia Pacific op zoek was naar Aziatische producties, kon Kumaresh de serie aan hen verkopen en zo op Cartoon Network uitzenden.
De afleveringen bestonden aanvankelijk uit filmpjes van slechts 15 seconden. In latere seizoenen kwamen er ook langere filmpjes van twee en vijf minuten. Tevens zijn er specials met een lengte van zeven minuten gemaakt, zoals Lamput Meets Tuzki met het Chinese personage Tuzki.

### Prijzen
De studio won in 2017 de Case Study of the Year bij de Indiase filmprijs FICCI Best Animated Frames. In 2018 werd bij de Asian Academy Creative Awards de prijs voor Best 2D Animation binnengehaald; een jaar later volgden een prijs voor Best Animated Programme or Series (2D or 3D) en Best Short Form Content. Ook in 2019 was er een nominatie voor de Emmy Award.

## Personages
In de serie spelen de volgende hoofdpersonages:
- Lamput: een oranje substantie zonder vaste vorm. Hij is ontsnapt uit het laboratorium en is daar heel blij mee: nu kan hij de wereld verkennen. Hij heeft alleen wel veel last van de twee wetenschappers die hem steeds - zonder succes - proberen te vangen.
- Specs Doc: de senior wetenschapper uit het laboratorium heeft een kort lontje. Zonder bril ziet hij vrijwel niks. Hij moet Lamput zien te vangen en wordt daar meestal bij geholpen door Skinny Doc.
- Skinny Doc: de loyale, maar niet al te snuggere assistent van Specs Doc die hem helpt om Lamput te vangen. Hoewel Skinny Doc zijn werk met overgave doet, is hij snel afgeleid.
- Mr. Moustache: dit personage heeft meerdere rollen, maar is altijd een stoere vent, of hij in de serie nu politieagent, vader, winkelier of beveiliger is.